# Dúngal mac Máel Fothardaig Ua Donnchada
Dúngal mac Máel Fothardaig Ua Donnchada (mort en 1025) est le dernier prétendant au titre de roi de Munster  (irlandais : Muman ou Mumu), de la dynastie des Eóganacht Chaisil de 968 à 1024.

## Contexte
Dúngal mac Máel Fothardaig Ua Donnchada est le fils de Máel Fathardaig mac Flainn (mort en 957). Il met à profit les troubles qui suivent la mort de Donnchad mac Cellacháin en 963 pour se proclamer roi de Cashel en opposition avec 
Máelmuad mac Brain issu des Eóganacht Raithleann et Mathgamain mac Cennétig des Dál gCais qui se disputent la royauté. Après la disparition de ses rivaux et même la mort de Brian Boru il semble qu'il encore  mis à profit les dissensions entre ses fils pour continuer se proclamer « roi de Cashel » jusqu'à son abdication formelle en 1024 en faveur de Donnchad mac BriainLes Annales des quatre maîtres mentionnent sa mort en 1025 avec ce titre Il est le dernier membre de la dynastie des Eóganacht Chaisil à régner sur le Munster.

## Sources
- (en) T.W Moody, F.X. Martin, F.J. Byrne A New History of Ireland IX Maps, Genealogies, Lists. A companion to Irish History part II . Oxford University Press réédition 2011  (ISBN 9780199593064).
- (en) Francis J.Byrne Irish Kings and High-Kings, Courts Press History Classics (Dublin 2001)  (ISBN 1851821961).